# Carlos Condit
Carlos Joseph Condit (Albuquerque, 26 aprile 1984) è un atleta di arti marziali miste statunitense.
Combatte nella categoria dei pesi welter per l'organizzazione statunitense UFC, nella quale è stato campione di categoria ad interim nel 2012 perdendo poi l'incontro per l'unificazione delle cinture contro il campione indiscusso Georges St-Pierre. È stato anche l'ultimo campione dei pesi welter WEC prima della fusione di quest'ultima con la UFC.
Ha preso parte anche ad un incontro di shoot boxing nel 2003 venendo sconfitto per KO dal campione Andy Souwer.

## Carriera nelle arti marziali miste

### World Extreme Cagefighting
Condit fece il suo debutto nella World Extreme Cagefighting a WEC 25 dove sconfisse Kyle Jensen nel primo round per sottomissione (Rear Naked Choke). Il secondo combattimento per Condit fu per il vacante titolo dei pesi welter WEC contro John Alessio a WEC 26. Condit vinse il match nel secondo round ancora una volta con una Rear Naked Choke e divenne campione di categoria WEC.
Condit successivamente difese il titolo contro Brock Larson a WEC 29 e Carlo Prater a WEC 32, sconfiggendoli entrambi per sottomissione al primo round. La difesa finale di Condit fu contro Hiromitsu Miura a WEC 35. Il match finì con un KO tecnico nel quarto round, vincendo il premio Fight of the Night, il che significò che Condit sarebbe rimasto l'ultimo campione dei pesi welter WEC della storia dopo che l'UFC assorbì la sua divisione e il suo titolo. Condit terminò l'esperienza nella WEC col record perfetto di 5–0.

### Ultimate Fighting Championship
Condit si trasferì nell'UFC dopo la sua fusione con la WEC e perse un match equilibratissimo contro Martin Kampmann per decisione non unanime a UFC Fight Night 18.
A UFC Fight Night 19, il 16 settembre 2009, avrebbe dovuto misurarsi contro Chris Lytle ma Lytle dovette rinunciare a causa di un infortunio al ginocchio. Il suo posto venne preso dal debuttante in UFC Jake Ellenberger. Condit superò Ellenberger per decisione non unanime ottenendo la prima vittoria in UFC. Condit poi rinunciò al suo match di UFC 108 contro Paul Daley a causa di un infortunio alla mano.
Condit sconfisse Rory MacDonald con un KO tecnico a UFC 115 al terzo round in un incontro che meritò il premio di Fight of the Night. Malgrado MacDonald sembrasse avere la meglio durante i primi due round a base di colpi e takedown, Condit si presentò al round finale con maggiore aggressività, finendo MacDonald con una combinazione di gomitate e pugni da breve distanza.
Condit poi affrontò Dan Hardy il 16 ottobre 2010 a UFC 120. Nel primo round, Condit mise a segno un potente gancio sinistro durante uno scambio, facendo cadere Hardy. Condit colpì con due pugni Hardy al tappeto prima che l'arbitro fermasse l'incontro al minuto 4:27 del primo round. Questa vittoria fece di Condit il primo uomo a mandare KO Hardy facendogli vincere il premio Knockout of the Night.
Condit avrebbe dovuto combattere contro Chris Lytle il 27 febbraio 2011 a UFC 127. Condit però fu costretto a rinunciare a causa di un infortunio al ginocchio patito in allenamento venendo rimpiazzato dal debuttante Brian Ebersole.
Ad UFC 132 Condit affrontò il sudcoreano Kim Dong-Hyun il 2 luglio 2011. Condit vinse il match per KO tecnico infliggendo all'avversario la prima sconfitta in carriera nelle MMA.
Carlos Condit avrebbe dovuto affrontare B.J. Penn il 29 ottobre 2011 ad UFC 137. Il presidente UFC Dana White però annunciò alla conferenza stampa di presentazione del pay per view che Condit non avrebbe più affrontato B.J. Penn ma che invece avrebbe rimpiazzato Nick Diaz, che non aveva partecipato a delle interviste concordate con la stampa, per affrontare Georges St-Pierre per il titolo dei pesi welter a UFC 137. Il 18 ottobre 2011 fu annunciato che GSP avrebbe rinunciato all'incontro a causa di un infortunio al ginocchio. Dopo essersi consultato con il management dell'UFC anche Condit decise di non lottare ma di aspettare che GSP si ristabilisse per sfidarlo a inizio 2012. Alla fine, dopo che Nick Diaz sconfisse B.J. Penn a UFC 137, i dirigenti dell'UFC decisero che Georges St-Pierre avrebbe affrontato Nick Diaz, probabilmente a UFC 143.
Condit avrebbe dovuto affrontare Josh Koscheck il 4 febbraio 2012 a UFC 143. A causa della rottura dei legamenti di St-Pierre però, il match diventò un incontro per il titolo ad interim dei pesi welter contro Nick Diaz.
Nell'incontro decisivo per il titolo ad interim Condit iniziò i primi round subendo l'ottima boxe di Nick Diaz, ma si riprese successivamente con la sua tecnica di calci; i giudici assegnarono a Condit la vittoria ai punti e questa fu una delle decisioni più discusse del 2012: Condit divenne così campione ad interim dei pesi welter UFC.
Condit decise di non mettere in gioco la propria cintura e di attendere che il campione Georges St-Pierre si ristabilisse del tutto per poterlo affrontare; la sfida tra i due campioni avvenne il 17 novembre 2012 a Montréal, con St-Pierre che era di ritorno da un gravissimo infortunio e non combatteva da più di un anno: il campione di casa si dimostrò comunque in gran forma, dominando Condit nei primi due round con il suo gioco fatto di jab, takedown e controllo dell'avversario a terra, finendo per trasformare il volto di Condit in una maschera di sangue; nel terzo round Condit riuscì improvvisamente a tornare in partita con un calcio alto che andò a segno e stese St-Pierre, ma quest'ultimo tornò presto ad imporre il proprio gioco e dominò gli ultimi due round come fece con i primi due, ottenendo una meritata vittoria per decisione unanime dei giudici di gara.
Condit nel marzo 2013 avrebbe dovuto concedere il rematch ad un ormai evoluto Rory MacDonald, ma un infortunio capitato al canadese portò Condit, ancora classificato come il contendente #2 al titolo dei pesi welter nel ranking ufficiale dell'UFC, a fare da gatekeeper finale al #1 della classifica Johny Hendricks, che con una vittoria si sarebbe guadagnato la possibilità di sfidare Georges St-Pierre: Condit venne sconfitto ai punti per decisione unanime dei giudici di gara, i quali assegnarono due round su tre ad Hendricks; l'incontro ottenne il riconoscimento Fight of the Night.
Nell'agosto dello stesso anno torna alla vittoria nella rivincita contro il numero 6 dei ranking Martin Kampmann: in un incontro al meglio dei cinque round Condit trova la vittoria per KO tecnico nei primi secondi della quarta ripresa; il match venne premiato come Fight of the Night.
Il 14 dicembre avrebbe dovuto affrontare Matt Brown, ma ad una sola settimana dall'incontro l'avversario diede forfait causa infortunio.
Nel marzo 2014 affronta Tyron Woodley in un match cruciale per poter ottenere un'altra possibilità di lottare per il titolo di categoria: dopo un round durante il quale Woodley mise notevolmente in difficoltà Condit durante la seconda ripresa quest'ultimo s'infortunò al ginocchio e diede forfait perdendo l'incontro; al termine del match gli vennero diagnosticati degli strappi parziali a menisco e legamento crociato anteriore che avrebbero richiesto un'operazione chirurgica.
Ritorna a combattere nell'ottagono a maggio del 2015, dove affrontò il brasiliano e veterano della UFC Thiago Alves. Dopo un primo round molto equilibrato, Condit dominò l'intero secondo round grazie alle sue ottime abilità di striking, mandando più volte Alves al tappeto e connettendo con un poderoso ground and pound. A fine round il medico, controllando le ferite riportate da Alves, decise di porre fine all'incontro per KO tecnico a causa della rottura del naso.
A novembre avrebbe dovuto affrontare, per il titolo dei pesi welter UFC, il campione Robbie Lawler all'evento UFC 193. Tuttavia l'incontro venne spostato, a causa di un infortunio al dito subito dal Lawler, al 2 gennaio del 2016 per UFC 195. Condit perse l'incontro per decisione non unanime in modo controverso. Condit, infatti, mandò a segno 198 colpi su 504 mentre il campione ne mise a segno 78 su 177. I giudici assegnarono il primo e il quarto round per Condit, il secondo e il quinto per Lawler, invece il terzo fu quello decisivo che diede al campione la vittoria. Entrambi ottennero il premio Fight of the Night.
Il 27 agosto del 2016 dovette affrontare il brasiliano Demian Maia. Dopo quasi due minuti dall'inizio dell'incontro, Condit venne mandato al tappeto con un takedown e non potendo contrastare le superiori abilità a terra da parte del suo avversario, venne sottomesso con una rear-naked choke. Tra il 2017 e il 2018 subisce tre sconfitte consecutive contro Neil Magny, Alex Oliveira e Michael Chiesa.

## Risultati nelle arti marziali miste
| Risultato | Record | Avversario        | Metodo                                   | Evento                                     | Data              | Round | Tempo | Città                      | Note                                                 |
| --------- | ------ | ----------------- | ---------------------------------------- | ------------------------------------------ | ----------------- | ----- | ----- | -------------------------- | ---------------------------------------------------- |
| Sconfitta | 32-14  | Max Griffin       | Decisione (unanime)                      | UFC 264: Poirier vs. McGregor 3            | 10 luglio 2021    | 3     | 5:00  | Las Vegas, Stati Uniti     |                                                      |
| Vittoria  | 32-13  | Matt Brown        | Decisione (unanime)                      | UFC on ABC: Holloway vs. Kattar            | 16 gennaio 2021   | 3     | 5:00  | Abu Dhabi, Emirati Arabi   |                                                      |
| Vittoria  | 31-13  | Court McGee       | Decisione (unanime)                      | UFC on ESPN: Holm vs. Aldana               | 4 ottobre 2020    | 3     | 5:00  | Abu Dhabi, Emirati Arabi   |                                                      |
| Sconfitta | 30-13  | Michael Chiesa    | Sottomissione (kimura)                   | UFC 232: Jones vs. Gustafsson 2            | 29 dicembre 2018  | 2     | 0:56  | Inglewood, Stati Uniti     |                                                      |
| Sconfitta | 30-12  | Alex Oliveira     | Sottomissione (ghigliottina)             | UFC on Fox: Poirier vs. Gaethje            | 14 aprile 2018    | 2     | 3:17  | Glendale, Stati Uniti      |                                                      |
| Sconfitta | 30-11  | Neil Magny        | Decisione (unanime)                      | UFC 219: Cyborg vs. Holm                   | 30 dicembre 2017  | 3     | 5:00  | Las Vegas, Stati Uniti     |                                                      |
| Sconfitta | 30-10  | Demian Maia       | Sottomissione (rear-naked choke)         | UFC on Fox: Maia vs. Condit                | 27 agosto 2016    | 1     | 1:52  | Vancouver, Canada          |                                                      |
| Sconfitta | 30-9   | Robbie Lawler     | Decisione (non unanime)                  | UFC 195: Lawler vs. Condit                 | 2 gennaio 2016    | 5     | 5:00  | Las Vegas, Stati Uniti     | Per il titolo dei Pesi Welter UFC Fight of the Night |
| Vittoria  | 30-8   | Thiago Alves      | KO Tecnico (stop medico)                 | UFC Fight Night: Condit vs. Alves          | 30 maggio 2015    | 2     | 5:00  | Goiânia, Brasile           |                                                      |
| Sconfitta | 29-8   | Tyron Woodley     | KO Tecnico (infortunio)                  | UFC 171: Hendricks vs. Lawler              | 15 marzo 2014     | 2     | 2:00  | Dallas, Stati Uniti        |                                                      |
| Vittoria  | 29-7   | Martin Kampmann   | KO Tecnico (ginocchiate e pugni)         | UFC Fight Night: Condit vs. Kampmann 2     | 28 agosto 2013    | 4     | 0:54  | Indianapolis, Stati Uniti  |                                                      |
| Sconfitta | 28-7   | Johny Hendricks   | Decisione (unanime)                      | UFC 158: St-Pierre vs. Diaz                | 16 marzo 2013     | 3     | 5:00  | Montréal, Canada           |                                                      |
| Sconfitta | 28-6   | Georges St-Pierre | Decisione (unanime)                      | UFC 154: St-Pierre vs. Condit              | 17 novembre 2012  | 5     | 5:00  | Montréal, Canada           | Per il titolo dei Pesi Welter UFC                    |
| Vittoria  | 28-5   | Nick Diaz         | Decisione (unanime)                      | UFC 143: Diaz vs. Condit                   | 4 febbraio 2012   | 5     | 5:00  | Las Vegas, Stati Uniti     | Vince il titolo dei Pesi Welter UFC ad Interim       |
| Vittoria  | 27-5   | Kim Dong-Hyun     | KO Tecnico (ginocchiata volante e pugni) | UFC 132: Cruz vs. Faber                    | 2 luglio 2011     | 1     | 2:58  | Las Vegas, Stati Uniti     |                                                      |
| Vittoria  | 26–5   | Dan Hardy         | KO (pugno)                               | UFC 120: Bisping vs. Akiyama               | 16 ottobre 2010   | 1     | 4:27  | Londra, Regno Unito        |                                                      |
| Vittoria  | 25–5   | Rory MacDonald    | KO Tecnico (colpi)                       | UFC 115: Liddell vs. Franklin              | 12 giugno 2010    | 3     | 4:53  | Vancouver, Canada          |                                                      |
| Vittoria  | 24–5   | Jake Ellenberger  | Decisione (non unanime)                  | UFC Fight Night: Diaz vs. Guillard         | 16 settembre 2009 | 3     | 5:00  | Oklahoma City, Stati Uniti |                                                      |
| Sconfitta | 23–5   | Martin Kampmann   | Decisione (non unanime)                  | UFC Fight Night: Condit vs. Kampmann       | 1º aprile 2009    | 3     | 5:00  | Nashville, Stati Uniti     | Debutto in UFC                                       |
| Vittoria  | 23–4   | Hiromitsu Miura   | KO Tecnico (pugni)                       | WEC 35: Condit vs. Miura                   | 3 agosto 2008     | 4     | 4:43  | Las Vegas, Stati Uniti     | Difende il titolo dei Pesi Welter WEC                |
| Vittoria  | 22–4   | Carlo Prater      | Sottomissione (ghigliottina)             | WEC 32: New Mexico                         | 13 febbraio 2008  | 1     | 3:48  | Albuquerque, Stati Uniti   | Difende il titolo dei Pesi Welter WEC                |
| Vittoria  | 21–4   | Brock Larson      | Sottomissione (armbar)                   | WEC 29: Condit vs. Larson                  | 5 agosto 2007     | 1     | 2:21  | Las Vegas, Stati Uniti     | Difende il titolo dei Pesi Welter WEC                |
| Vittoria  | 20–4   | John Alessio      | Sottomissione (rear naked choke)         | WEC 26: Condit vs. Alessio                 | 24 marzo 2007     | 2     | 4:59  | Las Vegas, Stati Uniti     | Vince il titolo dei Pesi Welter WEC                  |
| Vittoria  | 19–4   | Kyle Jensen       | Sottomissione (rear naked choke)         | WEC 25: McCullough vs. Cope                | 20 gennaio 2007   | 1     | 2:10  | Las Vegas, Stati Uniti     | Debutto in WEC                                       |
| Vittoria  | 18–4   | Tatsunori Tanaka  | KO (pestoni)                             | Pancrase: Blow 9                           | 25 ottobre 2006   | 1     | 2:13  | Tokyo, Giappone            |                                                      |
| Vittoria  | 17–4   | Takuya Wada       | Sottomissione (kimura)                   | Pancrase: Blow 7                           | 16 settembre 2006 | 3     | 4:22  | Tokyo, Giappone            |                                                      |
| Vittoria  | 16–4   | Koji Oishi        | KO Tecnico (stop medico)                 | Pancrase: 2006 Neo-Blood Tournament Finals | 28 luglio 2006    | 3     | 1:01  | Tokyo, Giappone            |                                                      |
| Sconfitta | 15–4   | Pat Healy         | Sottomissione (rear naked choke)         | Extreme Wars 3: Bay Area Brawl             | 3 giugno 2006     | 3     | 2:53  | Oakland, Stati Uniti       |                                                      |
| Sconfitta | 15–3   | Jake Shields      | Decisione (unanime)                      | Rumble on the Rock 9                       | 21 aprile 2006    | 3     | 5:00  | Honolulu, Stati Uniti      | Torneo dei Pesi Welter ROTR, Finale                  |
| Vittoria  | 15–2   | Frank Trigg       | Sottomissione (armbar triangolare)       | Rumble on the Rock 9                       | 21 aprile 2006    | 1     | 1:22  | Honolulu, Stati Uniti      | Torneo dei Pesi Welter ROTR, Semifinale              |
| Vittoria  | 14–2   | Renato Verissimo  | KO (ginocchiate e pugni)                 | Rumble on the Rock 8                       | 20 gennaio 2006   | 1     | 0:17  | Honolulu, Stati Uniti      | Torneo dei Pesi Welter ROTR, Quarti di finale        |
| Vittoria  | 13–2   | Ross Ebanez       | KO (pugni)                               | ROTR: Just Scrap                           | 5 novembre 2005   | 1     | 1:27  | Hilo, Stati Uniti          |                                                      |
| Sconfitta | 12–2   | Satoru Kitaoka    | Sottomissione (heel hook)                | Pancrase: Spiral 8                         | 2 ottobre 2005    | 1     | 3:57  | Yokohama, Giappone         |                                                      |
| Vittoria  | 12–1   | Chilo Gonzalez    | Sottomissione (armbar)                   | ROF 19: Showdown                           | 10 settembre 2005 | 1     | 1:06  | Castle Rock, Colorado, USA |                                                      |
| Vittoria  | 11–1   | Masaki Tuchhi     | KO (calcio alla testa)                   | PNRF: Demolition                           | 18 giugno 2005    | 1     | 4:35  | Nuovo Messico, Stati Uniti |                                                      |
| Vittoria  | 10–1   | Randy Hauer       | KO (pugni)                               | FightWorld 3                               | 27 novembre 2004  | 1     | 1:27  | Albuquerque, Stati Uniti   |                                                      |
| Vittoria  | 9–1    | Will Bradford     | KO Tecnico (pugni)                       | Independent Event                          | 13 novembre 2004  | 1     | 1:30  | Nuovo Messico, Stati Uniti |                                                      |
| Sconfitta | 8–1    | Carlo Prater      | Sottomissione (triangolo)                | FightWorld 2                               | 11 settembre 2004 | 1     | 2:51  | Albuquerque, Stati Uniti   |                                                      |
| Vittoria  | 8–0    | Brandon Melendez  | Sottomissione (triangolo)                | ROF 12: Nemesis                            | 22 maggio 2004    | 1     | 0:50  | Castle Rock, Stati Uniti   |                                                      |
| Vittoria  | 7–0    | Jarvis Brennaman  | Sottomissione (armbar)                   | KOTC 35: Acoma                             | 28 febbraio 2004  | 1     | 0:34  | Acoma Pueblo, Stati Uniti  |                                                      |
| Vittoria  | 6–0    | Brad Gumm         | KO Tecnico (pugni)                       | ROF 11: Bring it On                        | 10 gennaio 2004   | 1     | 1:11  | Castle Rock, Stati Uniti   |                                                      |
| Vittoria  | 5–0    | David Lindemeyer  | Sottomissione (armbar)                   | KOTC 26: Gladiator Challenge               | 3 agosto 2003     | 1     | 0:46  | Acoma Pueblo, Stati Uniti  |                                                      |
| Vittoria  | 4–0    | Tyrell McElroy    | Sottomissione (triangolo di braccio)     | Triple Threat: Fight Night 1               | 6 aprile 2003     | 1     | 2:49  | Albuquerque, Stati Uniti   |                                                      |
| Vittoria  | 3–0    | Anthony Zamora    | KO Tecnico (pugni)                       | Independent Event                          | 15 marzo 2003     | 1     | 0:29  | Acoma Pueblo, Stati Uniti  |                                                      |
| Vittoria  | 2–0    | Tommy Gouge       | Sottomissione (armbar)                   | Reality Fighting Championships 1           | 25 gennaio 2003   | 1     | 0:45  | Oklahoma City, Stati Uniti |                                                      |
| Vittoria  | 1–0    | Nick Roscorla     | Sottomissione (rear naked choke)         | Aztec Challenge 1                          | 6 settembre 2002  | 1     | 0:52  | Ciudad Juárez, Messico     |                                                      |